# Złota dziesiątka
Złota Dziesiątka – seria książek przeznaczona głównie dla czytelników w wieku 8-14 lat. Każda książka zawiera 10 najlepszych (wybranych przez autora) opowieści na dany temat. W Polsce wydawana przez wydawnictwo Egmont Polska.

## Autorzy
Tomy z serii Złota dziesiątka pisane są przez wielu różnych autorów, m.in.
- Michael Cox – napisał m.in. Horrendalne horrory[potrzebny przypis]
- Michael Coleman – napisał m.in. Opowieści biblijne[potrzebny przypis]
- Margaret Simpson – napisała m.in. Legendy Irlandii[potrzebny przypis]
- Ilustratorami serii są głównie Philip Reeve i Micheal Tickner[potrzebny przypis]

## Tomy
1. Opowieści biblijne
2. Mity greckie
3. Legendy Irlandii
4. Legendy arturiańskie
5. Dramaty Szekspira
6. Horrendalne horrory
7. Koszmarne bajeczki